# Enya Tokitsuna

Enya Tokitsuna (塩冶時綱), um nobre samurai, líder do Clã Enya do final do Período Kamakura até do Período Nanboku-chō da História do Japão.

## Vida
Tokitsuna foi o segundo filho de Enya Sadakiyo líder do Clã Enya. 
Quando Ko no Moronao adjunto do Shogun Takauji levantou uma falsa suspeita de rebelião contra Takasada, seu irmão mais velho e Shugo de Izumo, o Clã foi Alertado e fugiu para a região controlada pelo Clã Kyōgoku em Izumo (1341), mais depois da formação de uma expedição punitiva, Takasada comete seppuku para manter a honra do clã  . Tokitsuna, seu irmão mais novo sobrevive sob a proteção dos Clãs Kyōgoku e Yamana em Izumo.
| Precedido por Enya Takasada | -- 4º Líder do Clã Enya | Sucedido por — |